# Îles-Laval
Îles-Laval est un archipel formant un quartier de la ville de Laval, au Québec. Il est constitué de quatre îles situées dans la rivière des Prairies, coincées entre l'île de Montréal, l'île Jésus et l'île Bizard, lesquelles font également partie de l'archipel d'Hochelaga.
Il s'agit du plus petit quartier de Laval, en superficie, et sa population est estimée à 1 021 habitants (2011).

## Histoire
En 1912, l'agence immobilière Gohier et Bigras fait l'acquisition des quatre îles de l'archipel dans le but de les développer.
En 1941, un groupe de propriétaires, mené par l'avocat Néopol Charbonneau, présente à la Législature du Québec une pétition visant à ériger le territoire des Îles-Laval en municipalité. Le territoire est constitué en municipalité le 20 mars 1941 sous le nom de Ville des Îles-Laval.
En 1965, la Ville des Îles-Laval est fusionnée aux 13 municipalités de l'île Jésus pour devenir la Ville de Laval actuelle.

## Géographie
L'archipel est composé de :
- l'île Bigras ;
- l'île Pariseau ;
- l'île Ronde ;
- l'île Verte.

La plus grosse île de l'archipel est l'île Bigras. La plus petite, l'île Ronde (3 hectares) n'est pas habitée. Sur les trois autres îles se trouvent des maisons et des infrastructures.

## Description
On y trouve un centre culturel et sportif, une église catholique (Communauté Notre-Dame de l'Espérance) et une chapelle anglicane sur l'île. Les services religieux y sont cependant peu pratiqués depuis plusieurs années. Longtemps un endroit de villégiature d'été, l'expansion de la banlieue montréalaise vers la couronne nord de Montréal a modifié le paysage, mais certaines maisons laissent deviner leurs origines de camp d'été. Fait à noter : Les îles Bigras et Pariseau disposaient de trois plages de baignades très convoitées pendant la saison estivale ; ce qui a contribué à son développement.

## Transport
Grâce à la ligne de train de banlieue Deux-Montagnes de l'organisme Exo, l'île Bigras et sa gare homonyme est desservie depuis la Gare centrale de Montréal, en moins de 30 minutes du centre-ville, et en moins d'un quart d'heure du bac à câble (Traverse Laval-sur-le-Lac/Île-Bizard) qui relie l'île Bizard à Laval (en saison). Un stationnement peut accueillir plusieurs véhicules.
Les cyclistes y découvriront un endroit paisible et bucolique ou ils pourront faire du vélo et pique-niquer en toute quiétude. Il est d'ailleurs possible de se rendre par train avec son vélo.
Bien que la ville de Laval soit desservie par le service d'autobus de la Société de transport de Laval, celle-ci n'offre aucune ligne qui dessert les Îles-Laval. Un arrêt d'autobus situé à l'entrée des Îles-Laval sur l'île Jésus dans le quartier Sainte-Dorothée permet un accès aux lignes 402, 404 et 903.